# الانتخابات الرئاسية الأمريكية 2012
انتخابات الرئاسة في الولايات المتحدة لعام 2012 هي الانتخابات الرئاسية السابعة والخمسون، وعقدت يوم الثلاثاء، 6 نوفمبر عام 2012. وفيها أعيد انتخاب الرئيس الديمقراطي باراك أوباما لفترة ولاية ثانية، مع نائبه جو بايدن الذي خاض الانتخابات كنائب له أيضًا. وهزم مرشح الحزب الجمهوري رجل الأعمال وحاكم ولاية ماساتشوستس السابق ميت رومني من والنائب بول رايان من ويسكونسن.
حصل أوباما على ترشيح الحزب الديمقراطي دون معارضة جادة، لكونه يشغل منصب الرئيس. وشهد الجمهوريون انتخابات تمهيدية تنافسية. وحافظ رومني على مكانه في المنافسة باستمرار في استطلاعات الرأي وحصل على دعم العديد من قادة الحزب، لكنه واجه تحديات من عدد من المنافسين المحافظين الأكثر تشددًا. ثم ضمن رومني ترشيح حزبه في مايو، متغلبًا على السناتور السابق ريك سانتورم، والرئيس السابق لمجلس النواب نيوت جينجريتش، ومرشحين آخرين.
ركزت الحملات الانتخابية بشكل كبير على القضايا المحلية، وتمحورت المناظرات حول الاستجابات المناسبة تجاه الركود الاقتصادي العظيم. وشملت القضايا الأخرى قضايا الميزانية الفيدرالية طويلة الأجل، ومستقبل برامج التأمين الاجتماعي، وقانون الرعاية الصحية بأسعار معقولة، والبرنامج التشريعي البارز لأوباما. وجرت مناقشة السياسة الخارجية أيضًا، بما في ذلك إنهاء حرب العراق، والإنفاق العسكري، والبرنامج النووي الإيراني، والإجراءات المناسبة لمكافحة الإرهاب. وتميزت الحملة بارتفاع كبير في جمع التبرعات، بما في ذلك من لجان العمل السياسي المستقلة اسميًا.
هزم أوباما رومني، وفاز بأغلبية كل من المجمع الانتخابي والتصويت الشعبي. وقد حصل أوباما على 332 صوتًا من المجمع الانتخابي وعلى 51.1٪ من الأصوات الشعبية، مقابل 206 أصوات انتخابية لرومني و47.2٪ من التصويت الشعبي. وكان أوباما أول رئيس منذ فرانكلين روزفلت في عام 1944 يفوز بإعادة انتخابه بأصوات انتخابية أقل وهامش تصويت شعبي أقل من الذي فاز به في الانتخابات السابقة، وكان أيضًا أول رئيس لفترتين منذ رونالد ريغان يفوز بالترشيحين الرئاسيين بأغلبية الأصوات الشعبية على الصعيد الوطني (50٪ أو أكثر). وكانت هذه أيضًا أول انتخابات رئاسية منذ عام 1944 لم يكن لأي من المرشحين فيها خبرة عسكرية. لم يحتفظ أوباما بولاية إنديانا أو كارولاينا الشمالية أو الدائرة المؤتمرية الثانية في نبراسكا، ولكنه فاز بشكل حاسم في جميع ولايات «الجدار الأزرق» (الولايات التي يفوز بها المرشحون الديمقراطيون عادةً) الثمانية عشر وهزم رومني في الولايات المتأرجحة الأخرى التي فاز بها الجمهوريون في عامي 2000 و2004، وأبرزها كولورادو وفلوريدا وأوهايو وفرجينيا. في نهاية المطاف، من بين 9 ولايات متأرجحة حددتها واشنطن بوست في انتخابات 2012، فاز أوباما بثماني ولايات، وخسر كارولاينا الشمالية بفارق ضئيل.

## تغييرات الولايات في تسجيل الناخبين والقواعد الانتخابية
في عام 2011، أقرت العديد من المجالس التشريعية في الولايات قوانين تصويت جديدة، خاصة فيما يتعلق بتحديد هوية الناخبين، وكان الهدف المعلن مكافحة تزوير الناخبين؛ لكن الحزب الديمقراطي هاجم القوانين واعتبرها محاولات لقمع التصويت بين مؤيديه ولتحسين فرص الحزب الجمهوري للفوز بالرئاسة. وافقت المجالس التشريعية في ولايات فلوريدا وجورجيا وأوهايو وتينيسي وفرجينيا الغربية على اجراءات لتقليص فترات التصويت المبكر. منعت ولايتا فلوريدا وآيوا جميع المجرمين من التصويت. أما ولايات كانساس، وكارولاينا الجنوبية، وتينيسي، وتكساس، وويسكونسن أقرت المجالس التشريعية فيها قوانين تطالب الناخبين بالحصول على بطاقات هوية صادرة عن الحكومة قبل أن يتمكنوا من الإدلاء بأصواتهم. هذا يعني أن الأشخاص الذين ليس لديهم رخص قيادة أو جوازات سفر يتعين عليهم الحصول على أشكال جديدة من الهوية. وقد اعترض أوباما والجمعية الوطنية للنهوض بالملونين والحزب الديمقراطي على العديد من القوانين الجديدة في الولايات. وشجب الرئيس الأسبق بيل كلينتون هذه القوانين، قائلاً: «لم أرَ قط في حياتي كل هذا الجهد المصمم على الحد من حق التصويت الذي نراه اليوم، منذ أن تخلصنا من ضريبة الاقتراع وجميع أعباء جيم كرو على حق التصويت»، وكان يشير إلى قوانين جيم كرو التي جرى تمريرها في الولايات الجنوبية مع مطلع القرن العشرين والتي حرمت معظم السود من التصويت واستبعدتهم من العملية السياسية لأكثر من ستة عقود. وقال كلينتون إن هذه الخطوات ستحرم فعليًا الكتل الانتخابية الأساسية التي تميل إلى الليبرالية من حقها في التصويت، بما في ذلك طلاب الجامعات والسود واللاتينيون. انتقدت مجلة رولينغ ستون مجلس التبادل التشريعي الأمريكي (إيه إل إي سي) لممارسة الضغط في الولايات لإحداث هذه القوانين، من أجل «حل» مشكلة غير موجودة أصلًا. حاربت حملة أوباما ضد قانون أوهايو، ودفعت باتجاه تقديم عريضة واستفتاء على مستوى الولاية لإلغائه في الوقت المناسب قبل انتخابات عام 2012.
بالإضافة إلى ذلك، اقترح المجلس التشريعي في ولاية بنسلفانيا خطة لتغيير تمثيله في المجمع الانتخابي من النموذج التقليدي الفائز يأخذ كل شيء إلى نموذج كل دائرة على حدة. نظرًا إلى أن الحاكم والمجلسين التشريعين كانا تحت سيطرة الجمهوريين، إذ نظر البعض إلى هذه الخطوة على أنها محاولة لتقليل الفرص الديمقراطية.

## الترشيحات

### ترشيح الحزب الديمقراطي

#### الانتخابات التمهيدية
مع ترشح الرئيس الذي كان يشغل المنصب لإعادة انتخابه ضد معارضة رمزية، كان السباق على ترشيح الحزب الديمقراطي هادئًا إلى حد كبير. وتألفت عملية الترشيح من الانتخابات التمهيدية والمؤتمرات الحزبية، التي عقدتها الولايات الخمسون، بالإضافة إلى غوام، وبورتوريكو، وواشنطن العاصمة، وجزر العذراء الأمريكية، وساموا الأمريكية، والديمقراطيين في الخارج. وحصل أعضاء الحزب رفيعو المستوى المعروفون باسم المندوبين الكبار على صوت واحد في المؤتمر. وتجاوز عدد قليل من المنافسين الأساسيين إجمالي أصوات الرئيس في المقاطعات الفردية في العديد من الانتخابات التمهيدية السبعة المتنازع عليها، على الرغم من أن أيًا منها لم يكن له تأثير كبير في عدد المندوبين. وترشح الرئيس أوباما دون معارضة في أي مكان آخر، وعزز مكانته كمرشح ديمقراطي افتراضي في 3 أبريل عام 2012، من خلال تأمين الحد الأدنى من المندوبين المتعهدين للحصول على الترشيح.

## مرشحو الرئاسة
- باراك أوباما: الحزب الديمقراطي
- ميت رومني : الحزب الجمهوري
- جيل ستاين : حزب الخضر

## النتائج النهائية
حصل باراك أوباما على 332 صوتا من أصوات ممثلي الشعب في المجمع الانتخابي وحصول منافسه الأكبر ميت رومني على 203 صوتا وبذلك ستتاح الفرصة لباراك أوباما لتولي منصب الرئيس لمدة 4 سنوات أخرى رسميا في 17 ديسمبر 2012 حين يختار المجمع الانتخابي الرئيس ونائب الرئيس. يذكر ان أوباما حصل على 62,711,814 صوتا وبنسبة 50.6% من إجمالي أصوات الناخبين.

## وصلات خارجية
- الموقع الرسمي لمرشح الحزب الديمقراطي باراك أوباما
- الموقع الرسمي لمرشح الحزب الجمهوري ميت رومني
- الموقع الرسمي للحزب الديمقراطي
- الموقع الرسمي للحزب الجمهوري